# Parszywka (szczyt)
Parszywka (842 m) – szczyt we wschodniej części Pasma Koskowej Góry w Beskidzie Makowskim. Znajduje się w głównym grzbiecie tego pasma pomiędzy Koskową Góra (866 m) a Przełęczą Dział (601 m). Parszywka jest zwornikiem dla dwóch bocznych grzbietów. W kierunku północnym do Przełęczy Szklarskiej odchodzi od niej krótki grzbiet z wierzchołkiem Skorutówka (Piaskowa Góra, 660 m), łączący Parszywkę z Pasmem Babicy. W kierunku południowo-wschodnim natomiast odchodzi długi grzbiet, który poprzez Sołtysią Górę (813 m), Kusikówkę (706 m) i Fuckową Górę (644 m) opada do doliny Krzczonówki. Grzbiet ten oddziela doliny potoków Bogdanówka i Więcierza.
Parszywka stanowi wschodnie przedłużenie grzbietu Koskowej Góry, pomiędzy nią a Koskową Górą brak wyraźnej przełęczy, a jedynie płytkie i długie obniżenie grzbietu, zajęte przez pola i zabudowania należącego do Bogdanówki osiedla Łazy. Grzbiet w tym rejonie zbudowany jest z odpornych na wietrzenie piaskowców magurskich.

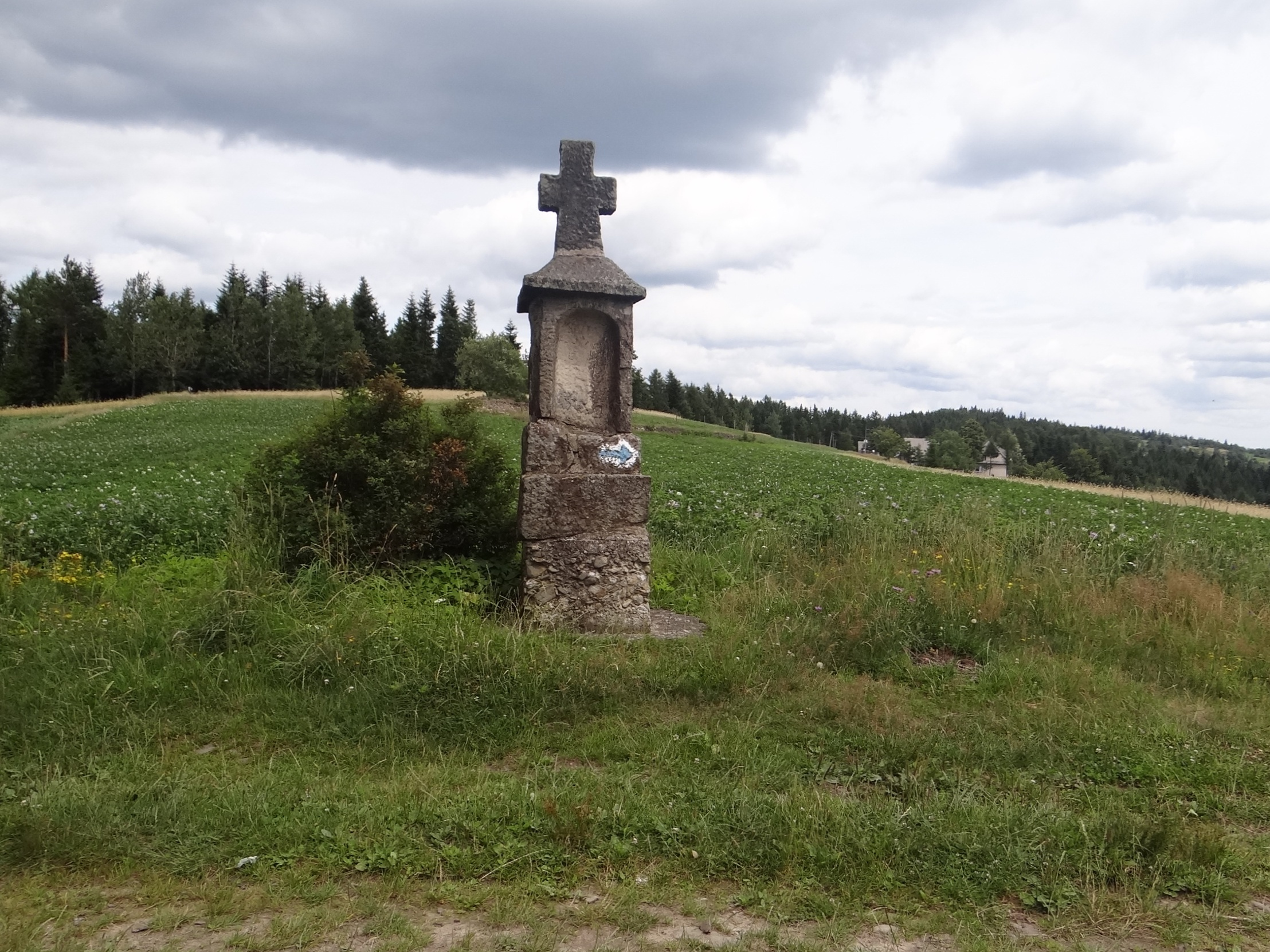
Kamienny krzyż na grzbiecie Łazy

Wierzchołek Parszywki jest mało wybitny, Parszywka ma postać długiego, zrównanego i szerokiego grzbietu o długości około 4 km (wraz z grzbietem Łazy) i średniej wysokości około 800 m. Prowadzi przez nią szlak turystyczny. Jest zalesiona, ale w niektórych miejscach szlak prowadzi obrzeżem lasu i pól, skąd rozciągają się widoki na południe. Najlepszym punktem widokowym jest bezleśny grzbiet Łazy między Parszywką a Koskową Górą, z którego widoki na południe sięgają Tatr. Stoi na nim murowana kapliczka z 1910 r. oraz kamienny krzyż. Do tego miejsca można dojechać samochodem, z Bogdanówki prowadzi wąska, ale dobra droga ślepo kończąca się na grzbiecie Łazy.
Szlak turystyczny
 Koskowa Góra – Parszywka – Przełęcz Dział. Czas przejścia: 1:15 h, ↓ 1:40 h